# Antti Kuismala
Antti "Aku" Kuismala, född 20 januari 1976, är en finsk före detta fotbollsmålvakt.
Kuismala gjorde sin debut i Tipsligan 1996 med Mikkelin Palloilijat och representerade tidigare bland annat FC Jazz, FF Jaro, Tromsø IL och IFK Mariehamn.